# Пантусов (село)
Пантусов — село в Стародубському муніципальному окрузі Брянської області.

## Географія
Знаходиться в південній частині Брянської області на відстані приблизно 4 км по прямій на північ-північний схід від районного центру міста Стародуб.

## Історія
Населений пункт згадується з першої половини XVII століття як володіння підкоморія Литовського князівства К. Куницького, з 1672 року — Валькевичів. Місцева дерев'яна Микільська церква згадується з 1763 року (не збереглася). У XVII—XVIII століттях село входило до 1-ї полкової сотні Стародубського полку. У середині XX століття працювали колгоспи «Червоний Дунай», «Красний Октябрь», «Стародубський». У 1859 році тут (село Стародубського повіту Чернігівської губернії) числилось 56 дворів, у 1892 році — 79. До 2020 року село входило до складу Десятуховського сільського поселення Стародубського району до їх скасування.

## Населення
Чисельність населення: 384 особи (1859 рік), 486 осіб (1892 рік), 394 особи у 2002 році (росіян 97 %), 319 осіб у 2010 році.